# 谢娜·杰克
谢娜·杰克（英語：Shayna Jack，1998年11月6日—），澳大利亚女子游泳运动员，主攻短距离自由泳。她曾代表澳大利亚参加2018年和2022年英联邦运动会游泳比赛，获得二枚金牌、一枚银牌和一枚铜牌。